# Nova Scotia duck tolling retriever
De Nova Scotia duck tolling retriever of toller is een hondenras dat ontstond in het begin van de 19e eeuw in Canada.

## Herkomst en gebruik
Het ras is afkomstig van het schiereiland Nova Scotia in het oosten van Canada. De honden werden gebruikt om eenden en ganzen te lokken door rondjes te draaien in het riet, waarbij hun pluimige staart de aandacht van het gevogelte in het water trok (=duck tolling). Daarna apporteerden ze het geschoten wild voor de baas uit het (vaak ijskoude) water (retriever). Tollers, zoals de Nova Scotia duck tolling retrievers in de volksmond genoemd worden, zijn zeer gedreven jagers. Zo rustig als ze binnenshuis zijn, zo levendig zijn ze wanneer ze buiten mogen apporteren. Een goed getrainde toller heeft evenveel plezier in het apporteren van een tennisbal als in het ophalen van een net geschoten eend.

## Waterhond
Tollers zijn waterliefhebbers. Door hun dubbele vacht kunnen ze ijskoud water trotseren en Tollers hebben zwemvliezen tussen hun tenen. Hierdoor kunnen ze heel goed zwemmen.

## Start van de fokkerij in Europa
In 1982 werden de eerste honden van dit ras naar Europa geëxporteerd vanuit Canada. In oktober 1984 werd het eerste nest pups in Europa geboren in Denemarken. In 1988 kwamen de eerste honden naar Nederland toe, een reu en een teef. Zij kregen samen het eerste in Nederland geboren nestje op 21 november 1989.

## Uiterlijk
De Nova Scotia duck tolling retriever is een gespierde hond met een dubbele vacht. De hond heeft meestal een kleur die een mix is tussen rood en oranje. Het puntje van de staart, de voeten, borst en bles kunnen wit zijn. Te veel wit, zoals boven op de rug, voldoet niet aan de rasstandaard. Het pigment op de neus, lippen en oogleden mag vleeskleurig zijn (afhankelijk van de vachtkleur) of zwart.
Reuen zijn iets groter dan teefjes en hebben een schofthoogte tussen 48 en 51 centimeter. Teefjes hebben een hoogte tussen 45 en 48 centimeter. Tot 3 cm onder of boven de genoemde maten is toegestaan. Het gewicht moet in verhouding zijn tot de hoogte en de botstructuur van de hond. Als richtlijn kunnen we uitgaan bij volwassen reuen 20 – 23 kg en voor volwassen teven 17 – 20 kg.

## Karakter
Een toller is intelligent, gemakkelijk te trainen en heeft een enorm geduld. Hij is een goede, kundige zwemmer. Hij is een geboren vasthoudende apporteerder te land, zowel als vanuit water. Steeds attent om bij het eerste teken in actie te komen als er apporteerwerk wordt verlangd. Zijn sterke apporteerdrang en zijn speelsheid zijn de essentiële kwaliteiten voor lokkers-bekwaamheid. Ze zijn liefdevol en speels naar hun familie toe. Ze kunnen gereserveerd optreden naar vreemden maar ze zijn dan niet overdreven schuw en vertonen geen agressie. De Toller verschilt qua karakter duidelijk van de meeste andere retrieverrassen doordat hij over het algemeen iets zelfstandiger en eigenzinniger is.

## Gezondheid
De toller is een relatief gezond hondenras, toch is het ras vatbaar voor een aantal aandoeningen:
- oogproblemen
- HD
- auto-immuunziekte
- bijnierschorsproblemen
- levershunt
- medicijnovergevoeligheid
- defect aan MDR1 gen
- narcosegevoeligheid
- epilepsie

## Clubs en verenigingen
In Nederland is de door de Raad van Beheer erkende rasvereniging Nova Scotia Duck Tolling Retriever Club Nederland actief.

## Fotogalerij

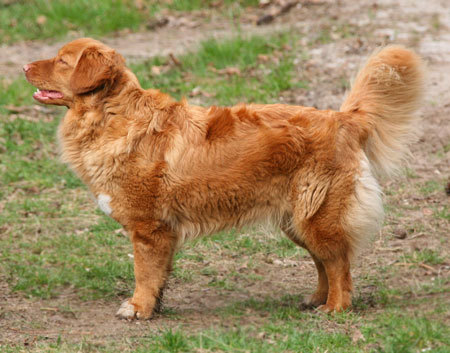
Volwassen teef
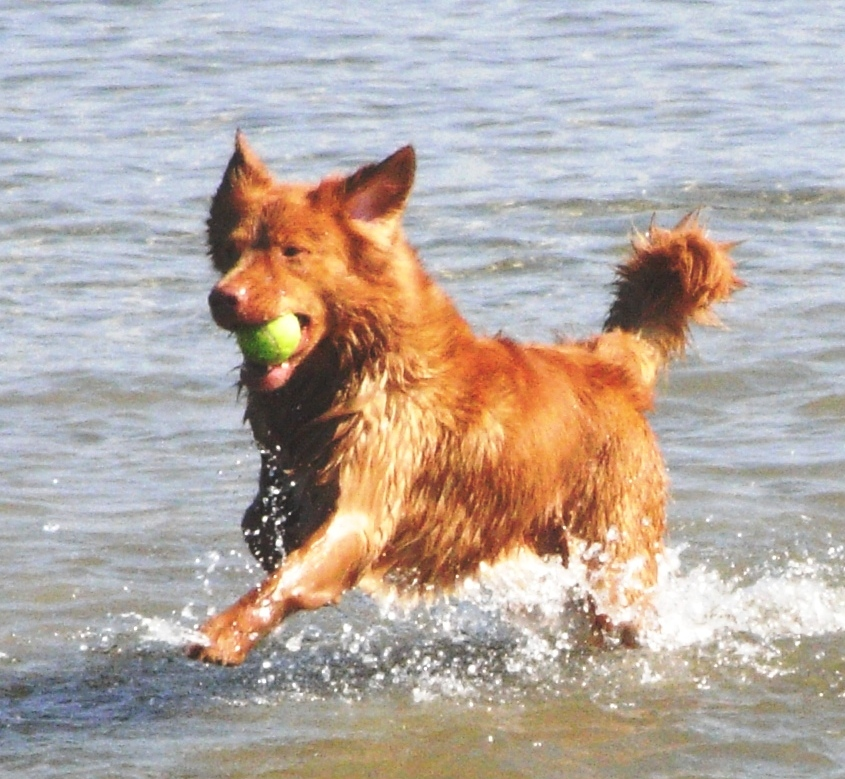
Reu van anderhalf jaar in het water
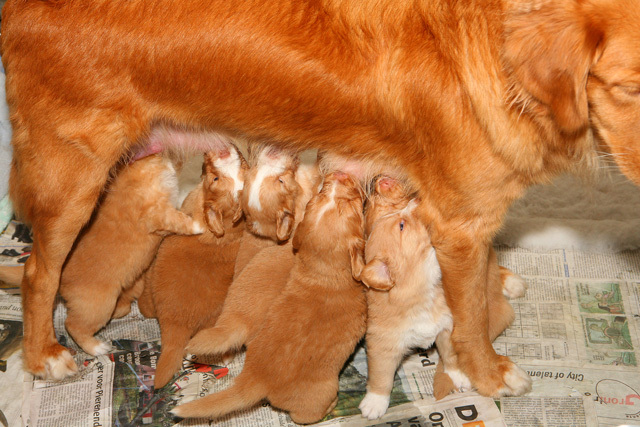
Nestje pups
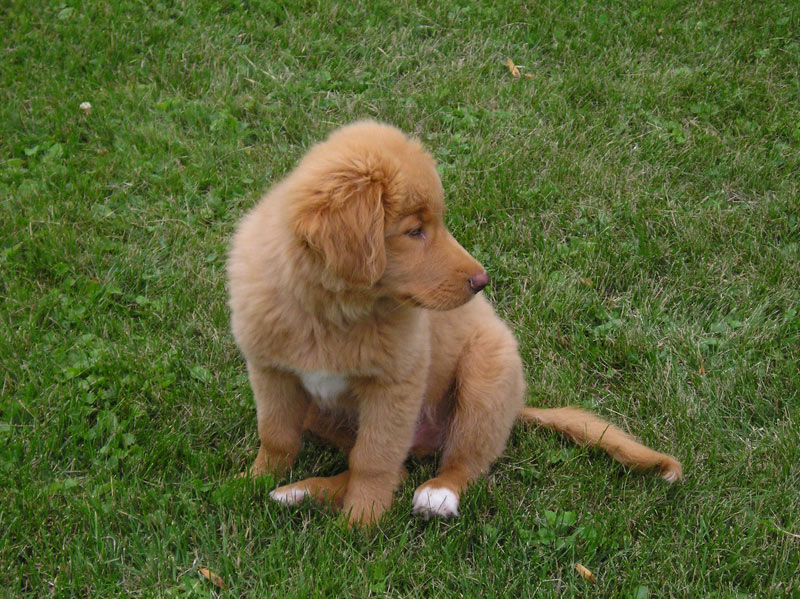
Pup 12 weken
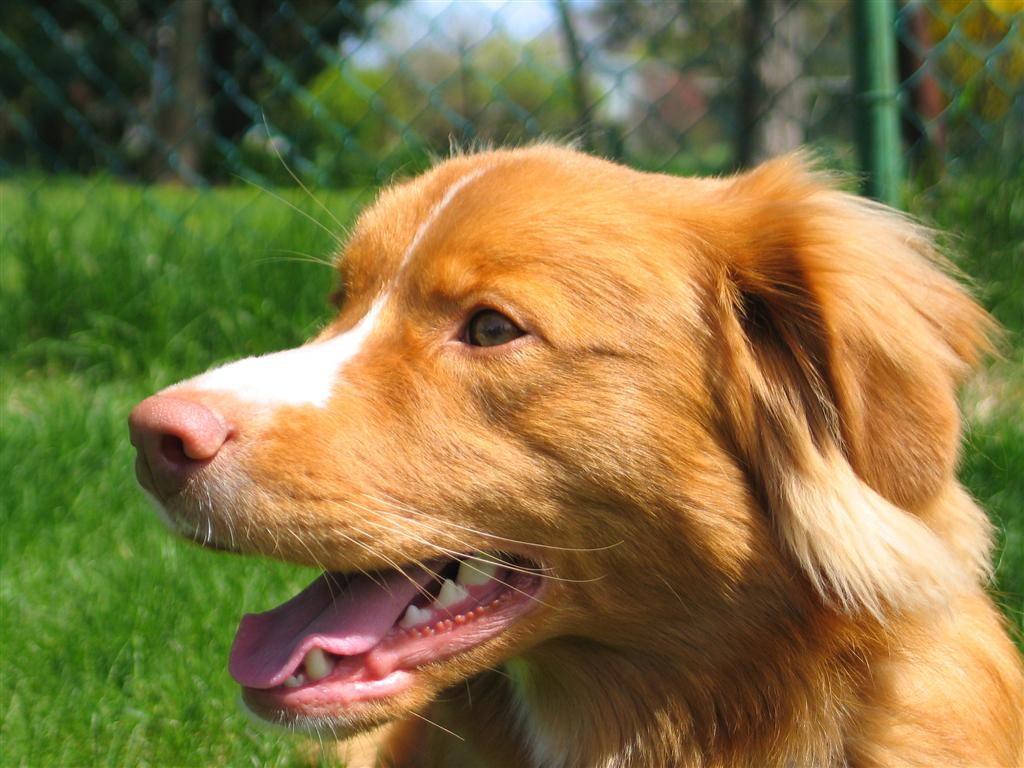
Kopstudie en profil
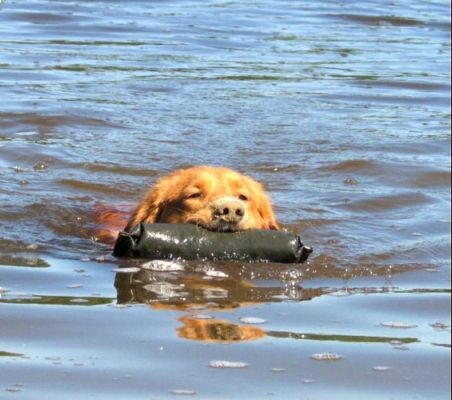
Apporteren
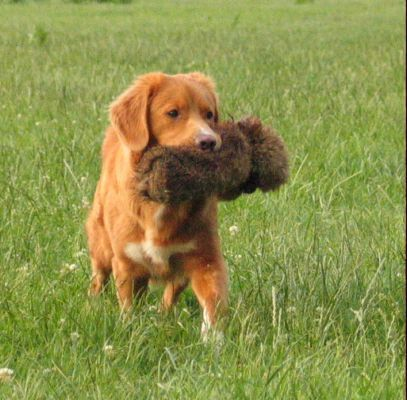
Apporteren
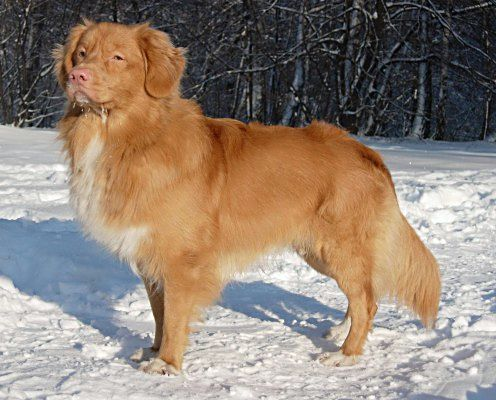
Volwassen reu
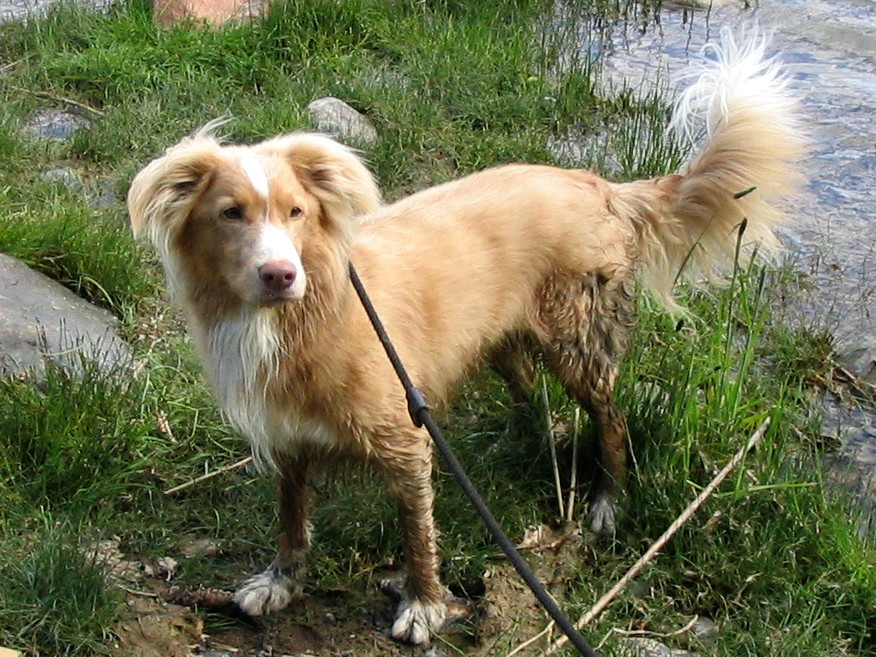
11-jarige teef net uit het water
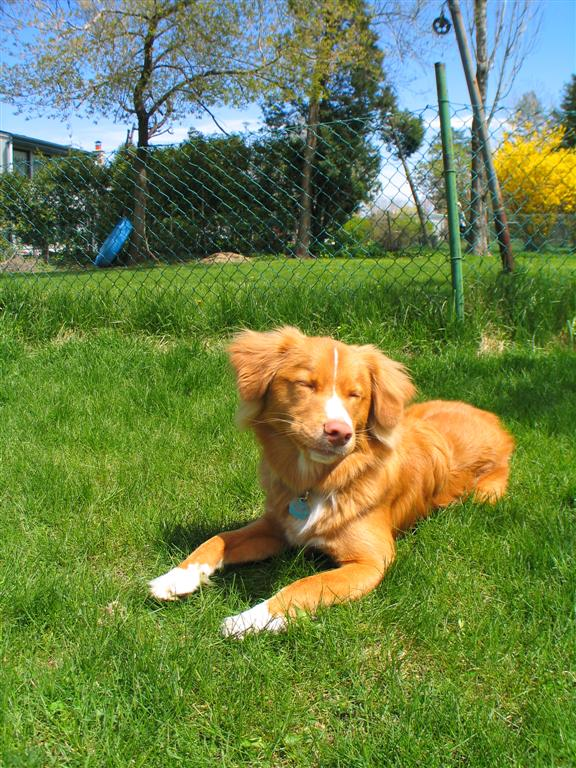
Jonge teef
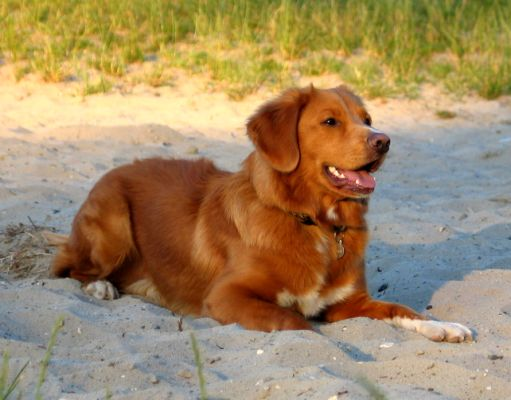
Volwassen reu liggend
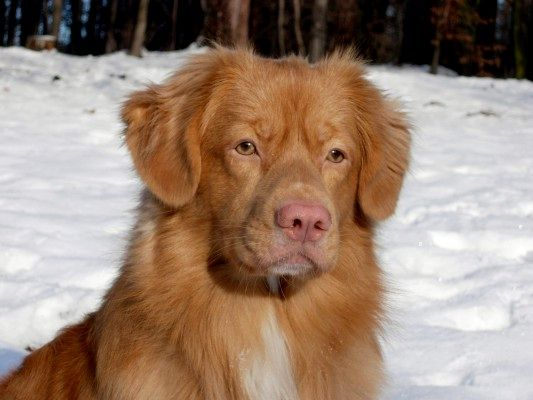
Kopstudie en face
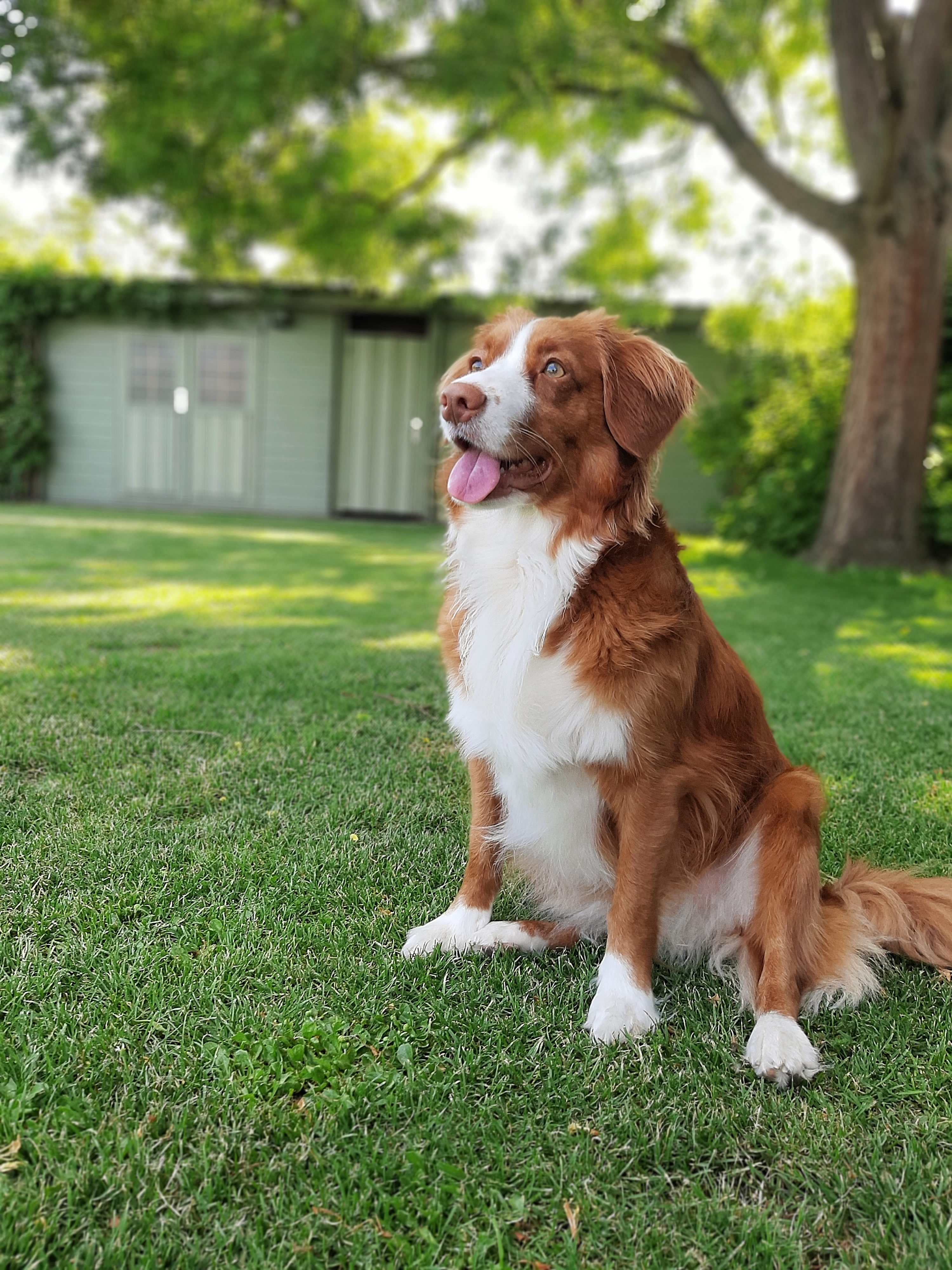
Volwassen teef met witte accentkleur